# Куин-Мэрис-Пик
Куин-Мэрис-Пик (англ. Queen Mary's Peak) — единственная гора и дремлющий вулкан острова Тристан-да-Кунья, входящего в заморскую территорию Острова Святой Елены, Вознесения и Тристан-да-Кунья. Относительная и абсолютная высота — 2062 метра (высшая точка всех Британских заморских территорий и Южной Атлантики). Возраст — 140—156 тысяч лет, по типу относится к щитовым вулканам. Своё название вершина получила в честь герцогини Марии Текской. На вершине горы находится вулканический кратер, который заполняет небольшое кратерное озеро сердцеобразной формы размером примерно 90 на 70 метров.

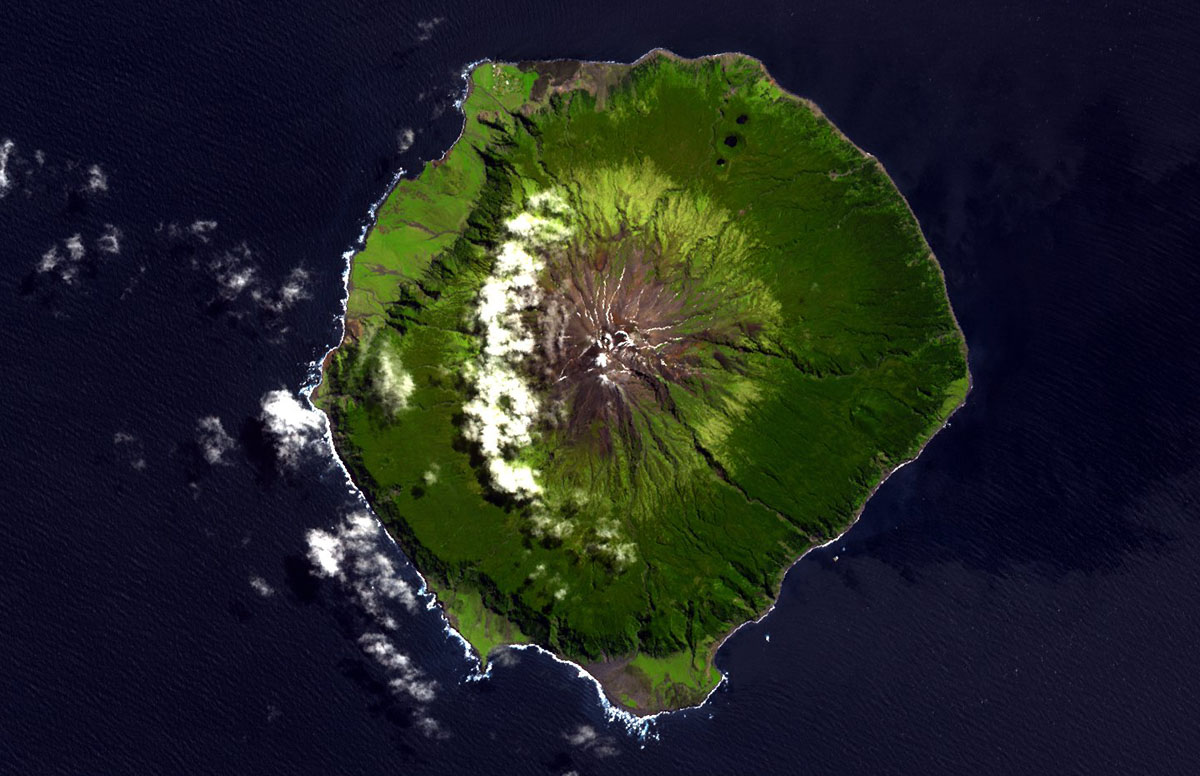
Вид из космоса

Единственное документирование извержение Куин-Мэрис-Пик случилось в октябре 1961 года: тогда лава полилась на северную часть острова, всё население острова было эвакуировано. Извержение закончилось в марте 1962 года.
Первая задокументированная попытка восхождения на пик относится к 1793 году: тогда вершину пытался покорить французский натуралист Луи Мари Обер Дю Пети-Туар, но неудачно. Впервые гора была покорена в начале 1817 года. Ныне покорение Куин-Мэрис-Пик является достаточно тривиальным маршрутом и занимает 5—10 часов, наличие проводника обязательно.